# بياروم
البياروم (الاسم العلمي:Biarum) هو جنس من النباتات يتبع الفصيلة اللوفية من رتبة المزماريات.

## أنواع البياروم
- بياروم أوليفييه
- بياروم بوفيه
- بياروم بيرامي
- بياروم حلبي
- بياروم حوراني
- بياروم ديتشي
- بياروم رفيع
- بياروم رقيق الأوراق
- بياروم سوري
- بياروم شتراوسي
- بياروم كاراتراكي
- بياروم كردي
- بياروم كوتشي
- بياروم متغضن
- بياروم مرماريسي
- بياروم مميز